# Радовишта
Радовишта (грчки: Ροδιανή, Родијани) је насељено место у саставу општине Кожани, округ Кожани, у периферији Западна Македонија, Грчка.

## Име
До 1927. године, село се звало Ραδοβίστα, Радовиста, изведено од старог словенског имена Радовишта.

## Географија
Село Радовишта се налази око 15 km јужно од града Кожана у подножју планине Црвена Гора (Вуринос).

## Историја

### Османско царство
На крају 19. века Радовишта је грчко хришћанско село у југозападном делу Кожанске казе Османске империје. Главна сеоска црква " Свети Архангели“ подигнута је 1819. године. Српски историчар Спиридон Гопчевић, 1890. године бележи да су Радовишта хеленизовано словенско село.
Према статистикама службеника Бугарске егзархије Васила К'нчова из 1900. године, Радовишта има 137 становника елинофоних Грка.
Према подацима грчког конзулата у Еласони из 1904. године, Радовишта је грчко православно село са 200 Грка.

### После Балканских ратова
У Првом балканском рату 1912. године, село ослобађа грчка војска. После Другог балканског рата и договора око поделе османске области Македоније, село улази у састав Краљевине Грчке.

## Демографија
Године 2001. у селу је било 358 становника.